# Cathédrale Saint-Hyacinthe-le-Confesseur
La cathédrale Saint-Hyacinthe-le-Confesseur a été construite en 1880. Située à Saint-Hyacinthe, elle est l'église principale du diocèse du même nom. Elle est nommée en l'honneur d'Hyacinthe de Cracovie.

## Histoire
Une pro-cathédrale avait auparavant été construite à la demande de Jean-Charles Prince, mais le bâtiment n'était pas solide. Pendant les années 1870, l'évêque doit siéger en exil à Saint-Mathieu-de-Beloeil.
La construction du bâtiment actuel fut ordonnée par l'évêque Louis-Zéphirin Moreau. Son architecte est Adolphe Lévesque, qui remplit un contrat de cinquante mille dollars. Elle est consacrée en l'honneur de Saint Hyacinthe, dominicain et confesseur mort en 1257. 
Les orgues ont été construites par Casavant Frères, installés à St-Hyacinthe depuis 1879, ils ont été inaugurés en 1885. 
Le bienheureux Moreau y est enterré dans le transept gauche.
Pendant les années 1900, on constate que la cathédrale a besoin d'être restaurée. Henri-Maurice Perrault et Albert Mesnard participent au projet de restauration, tout comme l'architecte Napoléon Bourassa. 
D'autres réparations ont été faites en 1998. Les peintres Ozias Leduc et Joseph Uberti y exposent leurs tableaux.

## Galerie

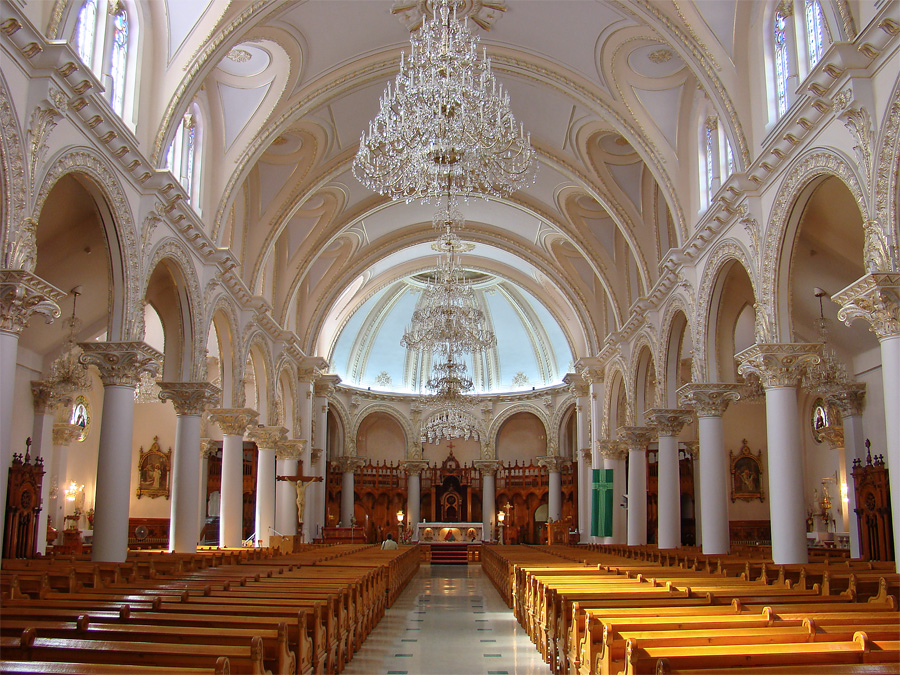
L'intérieur
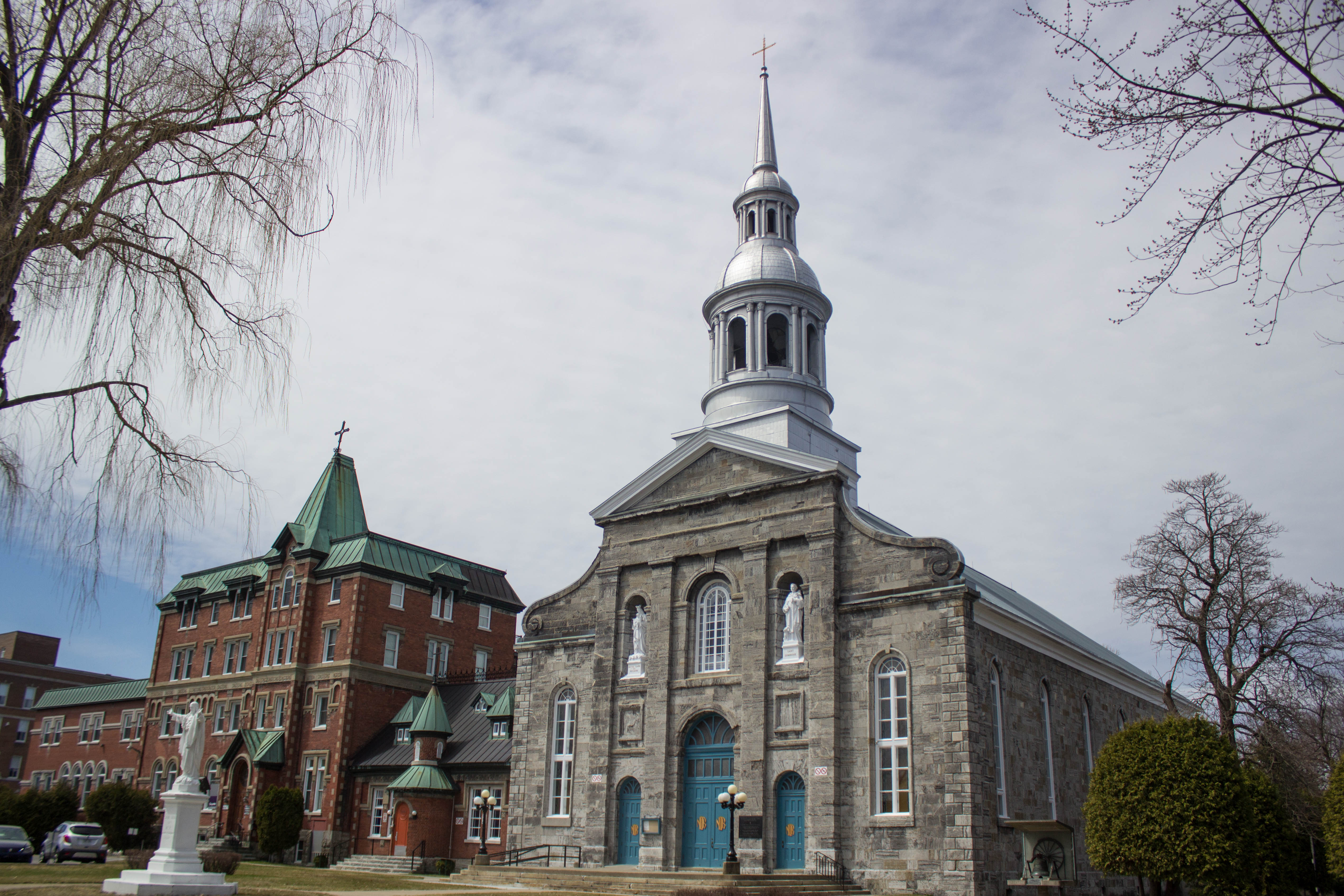
Église Notre-Dame-du-Rosaire conçue par Victor Bourgeau.